# Ащыкольская впадина
Ащыкольская впадина — впадина на территории Туркестанской и Кызылординской областей Казахстана, в низовьях рек Сарысу и Чу, в юго-западной части Бетпакдалы. Длина — 80 км, ширина 25 км. Сложена речными песчано-глинистыми и песчаными аллювиальными отложениями. В центре впадины расположены озера Акжайкын и Ащыколь. На солончаках полынно-ковыльная и солянковая растительность.